# Омота
Омота (словен. Omota) — поселення в общині Семич, регіон Південно-Східна Словенія, Словенія.